# Нов свят
Вижте пояснителната страница за други значения на Нов свят.
Новият свят е наименованието на Америка, с което европейските мореплаватели и откриватели от края на 15 век (Великите географски открития), наричат земята отвъд Атлантика, противопоставяйки я на Стария свят – Европа, Азия и Африка, поради обстоятелството, че в новооткритите земи в сравнение със стария свят, всичко е ново и различно – природа, земеделски култури, нови хора със специфична цивилизация и култура – индианците и т.н.
Според легендата, Христофор Колумб вярва до края на дните си в това, че е открил нов път към Индия, но скоро на всички става ясно, че Колумб е открил не нов презморски път към Индия, а нов континент. Главната заслуга за установяване на това, е на Америго Веспучи, на чието име е кръстен и новооткрития от европейците континент. По-късно към Новия свят се включва и Австралия с Нова Зеландия.
Днес терминът Нов свят се използва рядко, само в исторически контекст, както и за разграничаване на биологичните видове и при класификация за произход на вината в лозаро-винарската индустрия.

## Наименование
Инка Гарсиласо де ла Вега обяснява понятието „Нов свят“ като наново открита част от Стария свят. И това не бива да подвежда хората в мислене, че съществуват множество други светове. Той твърдо заявява, че има само един свят и всяка различна от това твърдение мисъл я обвинява за еретическа.